# Ambonomby
Ambonomby is een plaats en commune in het noorden van Madagaskar, behorend tot het district Bealanana, dat gelegen is in de regio Sofia. Tijdens een volkstelling in 2001 telde de plaats 10.032 inwoners.
De plaats biedt naast lager onderwijs ook middelbaar onderwijs aan. 98 % van de bevolking werkt als landbouwer. Het belangrijkste landbouwproduct is rijst; andere belangrijke producten zijn suikerriet en maniok. Verder is 2% actief in de dienstensector.